# Theodor Schieder
Theodor Schieder (ur. 11 kwietnia 1908 w Oettingen in Bayern, zm. 8 października 1984 w Kolonii) – historyk niemiecki, student Hansa Rothfelsa w Monachium obronił doktorat w 1933, członek NSDAP od 1937, profesor w Königsbergu od 1942 do 1945. Jego rasistowskie idee zostały wykorzystane przez narodowych socjalistów. Po wojnie został profesorem na Uniwersytecie w Kolonii (jego rektorem od 1962 do 1964) i doradcą rządu zachodnioniemieckiego. W 1952 przewodniczył komisji rządowej dla Ministerstwa ds. Wypędzonych, Uchodźców i Ofiar Wojny (tzw. komisja Schiedera) badającej wysiedlenia Niemców po II wojnie światowej. W 1971 otrzymał Pour le Mérite za Naukę i Sztukę.